# Giovanni Gravenbeek
Giovanni Gravenbeek (* 11. května 1988, Utrecht, Nizozemsko) je nizozemský fotbalový záložník surinamského původu, který je v současné době bez angažmá.

## Klubová kariéra
V Nizozemsku nejprve profesionálně působil ve Vitesse, kde dříve hrával v mládežnických týmech. V létě 2010 přestoupil do Willem II Tilburg a v červenci 2012 do PEC Zwolle. S PEC v sezoně 2013/14 vyhrál nizozemský fotbalový pohár (KNVB beker), první v historii klubu. Ve finále proti Ajaxu Amsterdam šel na hřiště v 83. minutě, utkání skončilo jasnou výhrou Zwolle 5:1.